# Petr Pavlík (malíř)
Petr Pavlík (* 31. ledna 1945 Praha) je český malíř, sochař, ilustrátor, výtvarný kritik a publicista, fotograf a vysokoškolský pedagog.

## Život
Rodiče Petra Pavlíka pocházeli z Vysočiny, ale po svatbě se usadili v Praze na Vinohradech, kde si otec otevřel v Maceškově paláci obchod se zeleninou. Za války se narodil Petrův bratr František a později sestra Marie. Po únoru 1948 otci obchod zabavili a v 50. letech ho odsoudili z politických důvodů na pět let do vězení.
Petr Pavlík po absolvování střední školy (1958-1963) nedostal doporučení k dalšímu studiu. Navštěvoval soukromé malířské kurzy v ÚKDŽ a pracoval v různých dělnických profesích, mj. jako kopáč, pomocný dělník, prodavač zeleniny nebo jako závozník v Národní galerii. Roku 1966 absolvoval jeden semestr na Pedagogické fakultě UK a roku 1967, kdy došlo k částečné liberalizaci komunistického režimu, byl přijat na Akademii výtvarných umění v Praze. Po roce studia v krajinářském ateliéru prof. Františka Jiroudka raději přestal malovat. Po srpnové okupaci roku 1968 vycestoval do Londýna, ale zjistil, že je příliš svázán s českým prostředím a koncem roku se vrátil do Prahy. V roce 1970 studoval dva semestry fotografii na FAMU u prof. Jána Šmoka. Ten na přelomu 60. a 70. let studenty seznamoval také s uměleckými happeningy. Pavlík spolu s přáteli Jaroslavem Pechem a Janem Ungárem z AVU založil umělecké studio AA, které se zaměřilo na land art a veřejné akce, později též na "speak art".
Následující rok přestoupil do ateliéru monumentální malby a plastiky Arnošta Paderlíka na AVU, kde se věnoval návrhům na výtvarná řešení veřejných prostorů v architektuře. Roku 1973 se vrátil k malbě a studia na AVU dokončil obhajobou diplomové práce.
V 70. a 80. letech byl členem různých neoficiálních sdružení výtvarníků a organizátorem výtvarných a společenských aktivit. Vystavoval v menších pražských galeriích (divadlo v Nerudovce, Galerie Fronta, Opatov) nebo mimo Prahu, kde kontrola komunistického režimu nebyla tak přísná. Roku 1978 spolu s Jiřím Sozanským a kurátorkou Marcelou Pánkovou zorganizoval generační výstavu Konfrontace v MBÚ ČSAV v Krči. Ta byla přímou reakcí na impotentní tvorbu mladých autorů, kteří vyhovovali kritériím výběrové komise normalizačního SČVU.
V době nejtužší normalizace (1978-79), kdy řada výtvarníků nesměla vystavovat, se spolu s J. Sozanským, I. Bukovským, J. Načeradským a J. Kroutvorem scházel s profesorem AVU Jiřím Kotalíkem a spoluorganizoval návštěvy ateliérů generačních vrstevníků i významných výtvarníků generace 60. let. V letech 1983 - 1988 organizoval ve svém ateliéru pravidelná měsíční setkání s Jindřichem Chalupeckým, kterých se účastnili sochaři Jiří Beránek, Kurt Gebauer a Magdalena Jetelová a malíři Vladimír Novák, Ivan Ouhel, Michael Rittstein, Tomáš Švéda a Jaroslav E. Dvořák. Tito výtvarníci vytvořili roku 1985 jádro skupiny 12/15.
V druhé polovině 80. let navštěvoval bytové přednášky filozofa Petra Rezka a podílel se na vzniku samizdatového sborníku Šedá cihla (Jazzová sekce, 1985). V roce 1985 byl zakládajícím členem Volného seskupení 12/15 Pozdě, ale přece a roku 1987 se stal členem výboru Nové skupiny, kterou inicioval Jindřich Chalupecký. Zúčastnil se legendárních výstav v Lidovém domě (1987, 1988), jízdárně v Kolodějích (1988) a první výstavy Nové skupiny (1990).
V roce 1993 dočasně přerušil svoji výtvarnou tvorbu a věnoval se teoretické, kritické a literární činnosti. Publikoval v Ateliéru, Architektu, Lidových novinách, Prager Zeitung, Literárních novinách, HOSTU, Mladém světě. Přednášel na Akademii výtvarných umění v Praze, Fakultě výtvarných umění VUT v Brně, Filosofické fakultě Univerzity Karlovy, Glasgow School of Art, Akademii výtvarných umění v Halle, v Alšově jihočeské galerii a jinde. Soubor jeho teoretických a kritických statí vyšel knižně ve Středoevropské galerii a nakladatelství.
V letech 1995-99 pracoval jako restaurátor. Od roku 2004 je pedagogem na katedře scénografie Divadelní fakultě Akademie múzických umění v Praze. Od roku 2012 se znovu věnuje malbě a sochařství. Roku 2014, krátce před svými sedmdesátinami, se stal čestným občanem Prahy 2.
Od 80. let často vystupoval jako své fiktivní alter ego, vědec a výtvarný kritik Dr. Pavel Petřík z Curychu, a podepisoval jeho jménem některé články v tisku.
První ženou Petra Pavlíka byla Marie Říhová (*1951), absolventka FAMU, dramaturgyně a autorka úspěšných rozhlasových a televizních her, oceněná mezinárodní cenou OIRT a roku 1988 cenou Bílá vrána, kterou uděloval Mladý svět. Zemřela na rakovinu roku 2000 a v roce 2012 zemřel i jejich tehdy třiceti šesti letý syn Gabriel. Druhá Pavlíkova žena Magda se stýkala s chartistou a katolickým knězem Tomášem Vlasákem. Pavlík s ním vedl filozofické diskuse o víře a nakonec se v dospělosti nechal biřmovat.

### Ocenění
- 1999 Evropská medaile Franze Kafky za uměleckou a publicistickou činnost
- 2014 Čestný občan Prahy 2[6]

### Členství ve skupinách
- 1980 Vinohradský vlastenecký kroužek Sami sobě
- 1985 Volné seskupení 12/15 Pozdě, ale přece
- 1987 Nová skupina
- 1992-2012 S.V.U. Mánes

## Dílo

### Malba
Ve svých raných dílech z dob studia na AVU se Pavlík hlásí k tvůrčím principům Paula Klea, který v procesu zobecňování a hledání podstaty došel k hravé a zdánlivě nahodilé znakovosti blízké naivnímu pohledu dítěte. Usiluje přitom o zobrazení povědomí skutečnosti a niterné zkušenosti a s ironií zpodobňuje sám sebe jako pozorovatele i účastníka komických situačních stylizací.
Podle autora je klíčem k jeho interpretaci světa kresba z roku 1979, kde dítě vypuzené z lůna, je vezeno v kočárku nepřívětivou krajinou ohraničenou pokroucenými rourami dálkovodu (Na výletě, 1979).
Jiné rané obrazy Petra Pavlíka zobrazují krajiny, možná vzdáleně inspirované Josefem Šímou, které obsahují kameny, geometrické struktury podobné krystalům, podivné objekty neznámé funkce (Objekt v prostoru, 1978) a různé biomorfní tvary (Živé a neživé, 1975). Mytické krajiny se později mění v archetypální kamenné útvary ohraničující úkryt - lůno přírody (Praúkryt, 1984) nebo hnízdo, embryo, matku s mládětem (Mládě, 1983).
Pro společenskou situaci v době normalizace jsou symptomatičtí Pavlíkovi Vohnouti - abstraktní symboly postav zlomených lidí, kteří již o nic neusilují a kloní se k zemi raději dobrovolně než tíží nějakého vnějšího tlaku (Vohnout, 1978, Zlomený, 1980), podle autora „spíše smutné patníky na cestě komunismem, než oběti zraněné nějakými ideologickými kulometčíky“.
Dalšími motivy, charakteristickými pro Pavlíkovu tvorbu od konce 70. let jsou Poutnice - osamělé ženské postavy vrhající stín na pustou krajinu v pozadí (V zastavení, 1981) nebo prolnuté s krajinou tak, že není zřejmé zda se jedná o postavu nebo jen její stín (Velká poutnice, 1989). Mohou být připomenutím matky, ale lze je interpretovat i jako symbol zastaveného času a kulturní pustiny zdejších 80. let, protože Poutnice ve skutečnosti nikam neputují a krajina kolem je mrtvá. Někdy poutnici brání v pohybu změť industriálních prvků, která ji obklopuje (Bílá Poutnice II., 1983-2010). Příbytkem poutnice je jakási nora v pustině (Příbytek-obydlí (domov Poutnice), 1983. Stejně neutěšený pohled do krajiny nabízejí i Pootevřené dveře (1977-78). Jindy výhledu brání Velká modrá zeď (1981), za níž lze jen tušit prosvítající vzdálený svět. Jde o téma čistě osobní, ale postava poutníka je spojena i s civilizační zkušeností mnoha staletí a představuje neustálý sisyfovský úděl umělce při hledání významů sdílených hodnot.
V novější interpretaci jsou Vohnouti provázeni také hybridy, mutanty a klony (1991) a nakonec je Vohnout překvalifikován v obecný lidský typ, reprezentující lidskou hloupost a hanebnost (Vzorník nových Vohnoutů, 2014).
Pavlík intenzivně vnímá specifičnost středoevropského prostoru (v kráteru) bez volnosti oceánu a s časem, který se míjí s tím evropským, zatíženým dědictvím všelijakých podivínů, snílků, blouznivců nebo Kafkova Josefa K. Umělcům nezbývá, než zkoumat vnitřní krajiny duše a labyrinty vědomí, které mohou vypadat i jako nepřehledná skrumáž (Moje laboratoř, 1987, Labyrint ateliéru, 1987-2009). V labyrintu nakonec bloudí i Poutnice (1987).
Odkazy k duchovním otcům jsou uváděny explicitně (Na poradě u Kleea, 1984, Labyrint světa, 1984, Proces, 1988-1993).
Od labyrintů se autor vydal proti proudu času k okamžiku svého Velkého třesku (V hlubinách času, 1992, Velký třesk, 1993) a opustil předmětné zobrazování. Počátek 90. let je obdobím intenzivní tvůrčí činnosti a představuje vrcholné období Pavlíkovy malby a kresby. Prvotní impuls, který vzniká gestickou malbou, postupně dotváří kresbou i barevnými plochami v abstraktní, čistě malířské sdělení. Pečlivě dbá, aby tajemství zůstalo zachováno a hledá způsob, jak do statického obrazu zaklít neustálou proměnlivost a mnohoznačnost života (ref. Gallery s. 321). Během malování obraz otáčí a prohlíží jeho stranově převrácenou podobu v zrcadle, hledá výchozí body pro pokračování kompozice v nové poloze a pečlivě dbá, aby zobrazené nepřipomínalo něco konkrétního. ref. (Gallery, str. 226). Autor sám v rozhovoru uvádí, že během otáčení a postupného ubírání, přidávání a vrstvení odstraňuje z obrazu vše jednoznačně čitelné a zároveň mu dodává časovou a prostorovou hloubku (ref. Revue Art) Své zprávy posílá jako šifrovaná sdělení (Čínská zpráva, 1992) a klade otázky aniž by na ně nabízel odpovědi (Otázky, 1991). Pozorovateli sděluje, že Všechno je jinak jinak (1992).
Přerušení malířské tvorby v roce 1993 bylo výsledkem Pavlíkovy tvůrčí krize, ale také potřeby kriticky komentovat současný provoz kolem výtvarného umění, vyjádřit se k proklamované krizi malby i době postmoderních rychlých kariér a hypertrofované úloze teoretiků určujících příští vývoj.
Autor se zabydlel v postavě svého dvojníka Pavla Petříka a pro dokonalý účinek této mystifikace neváhal načas změnit vizáž. Jeho stylizace měla někdy povahu výtvarného happeningu (akce Don Quijot).
V souvislosti se stěhováním obrazů do nového ateliéru (2012) se nakonec vrátil k malbě. V nových obrazech se Pavlík vrací k některým věčným symbolům (Poutnice,Vohnouti, Labyrint), ale zkoumá je v nových souvislostech. Poutnici konfrontuje s malbami jeskynních lovců (Poutnice v Altamiře, 2013) i s Franzem Kafkou (2014).
Používá jen tlumené barevnosti s převahou červenohnědé - vědomě odkazující na starověké přírodní pigmenty, doplněné bílou.
Autor nadále ve svých kritických komentářích nijak nešetří postmoderní umění, ale také pro něj samého už staré znaky a formy pozbyly smysl (Formy hledající svůj smysl, 2014). Jako symbol doby nově interpretuje Bruegelův obraz Slepec vede slepce (2013).

### Sochařská tvorba
Sochařské dílo Petra Pavlíka se soustřeďuje kolem centrálního útvaru, který nazval Kosmogenní kuboid (s podtitulem Krystal středoevropského časoprostoru). Dílo inspirované stejně tak dědictvím kubismu jako autorovými malířskými labyrinty a ranými kresbami architektur, je mnohopohledový sádrový objekt složený z vzájemně se prostupujících ploch s devíti možnými základnami. Je výrazem snahy autora komprimovat do jediného prostorového útvaru bohatství mnohoznačnosti a mnohotvárnosti o které usiluje ve svých obrazech.
Od „kuboidu“ se odvozují další podobné samostatné sochy, které mohou znázorňovat fragmenty labyrintu, obydlí, bezpečné úkryty, pasti, nory, skuliny, štěrbiny, jámy, útočiště.
V abstraktní interpretaci znázorňují úzkost, nejistotu bloudění, mnohoznačnost situace zdejšího životního prostoru.

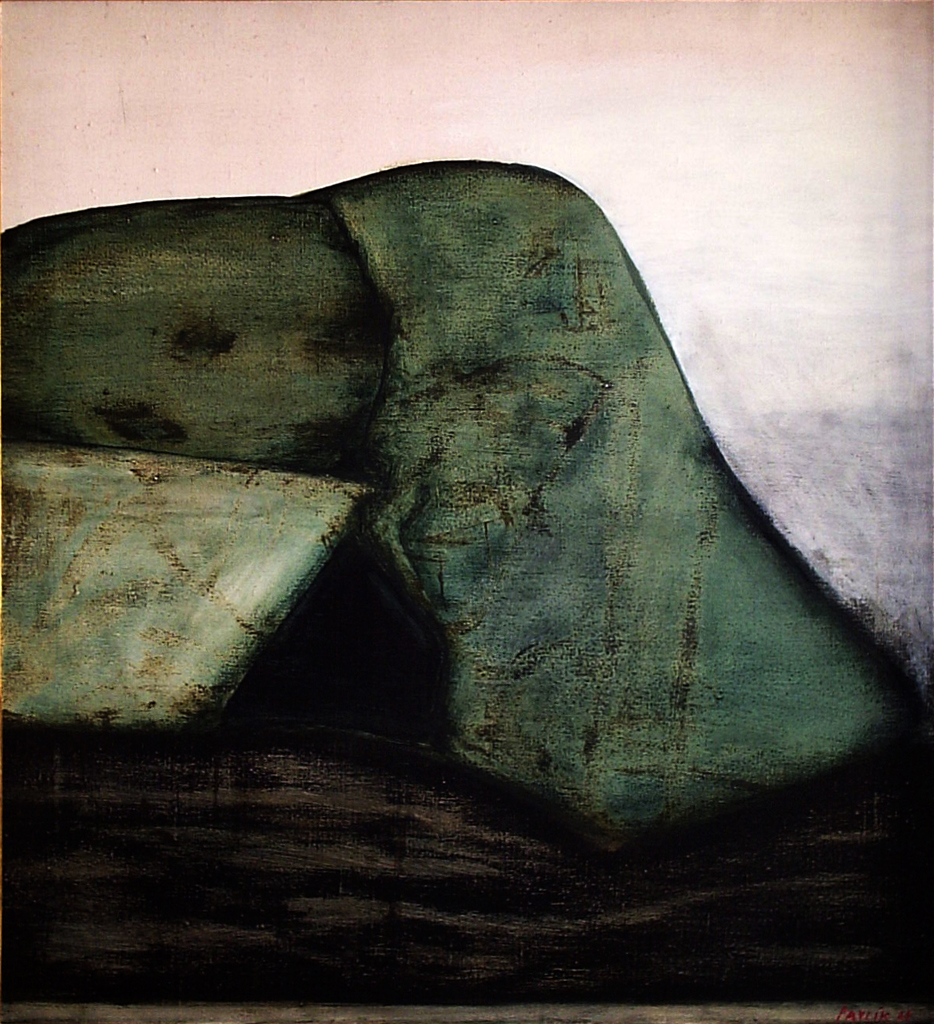
Praúkryt (1984)
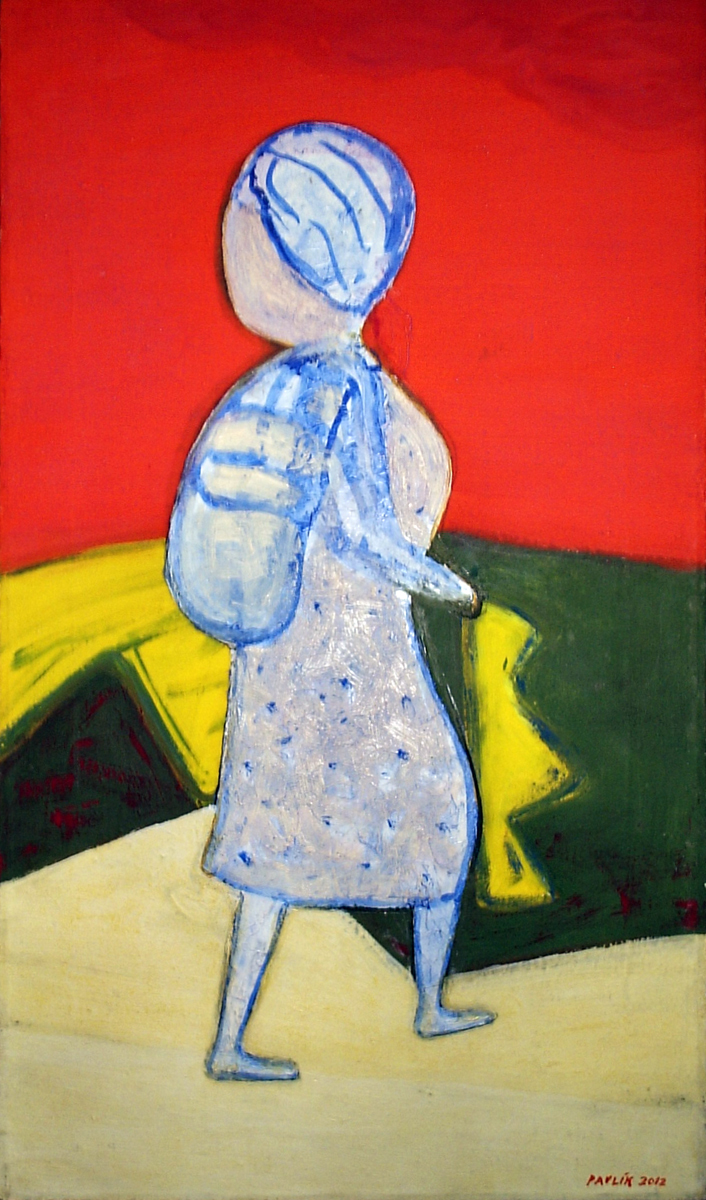
Ohlédnutí (2013)
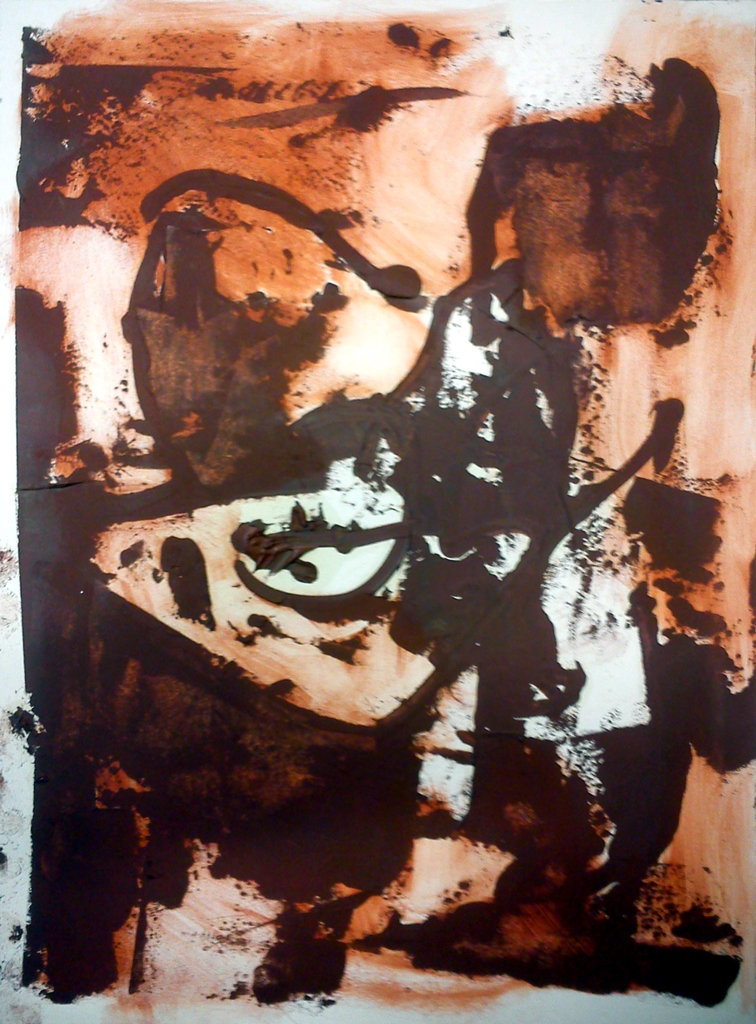
Tajemná postava (2013)
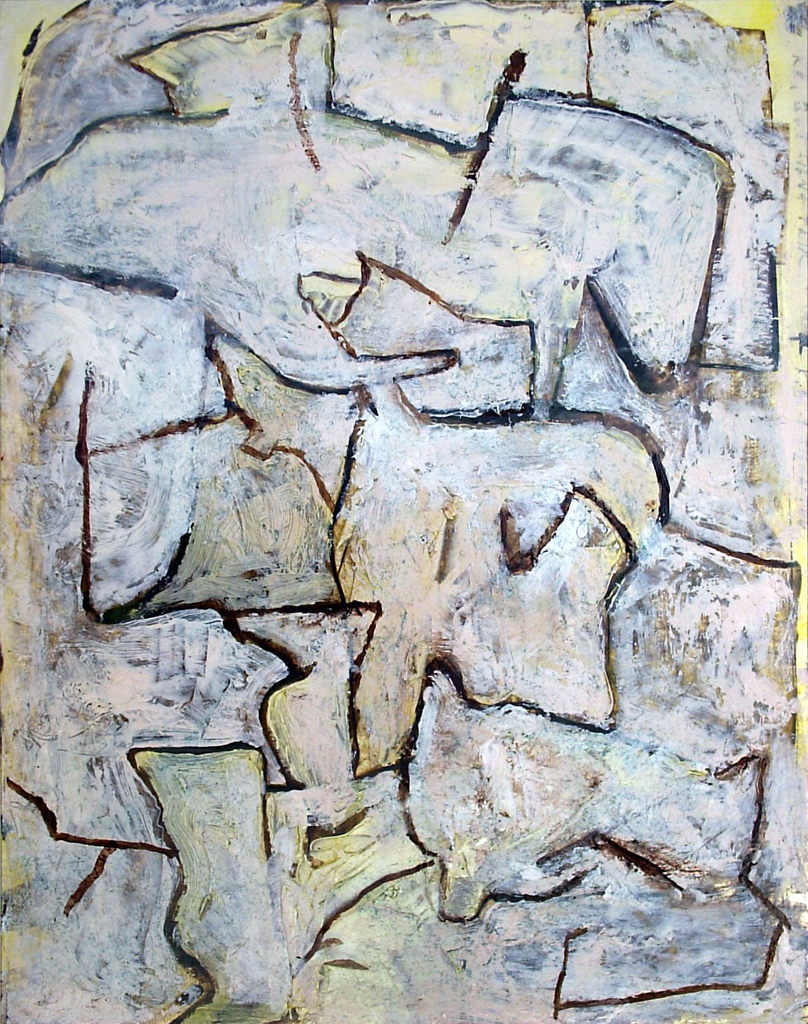
V labyrintu (2014)
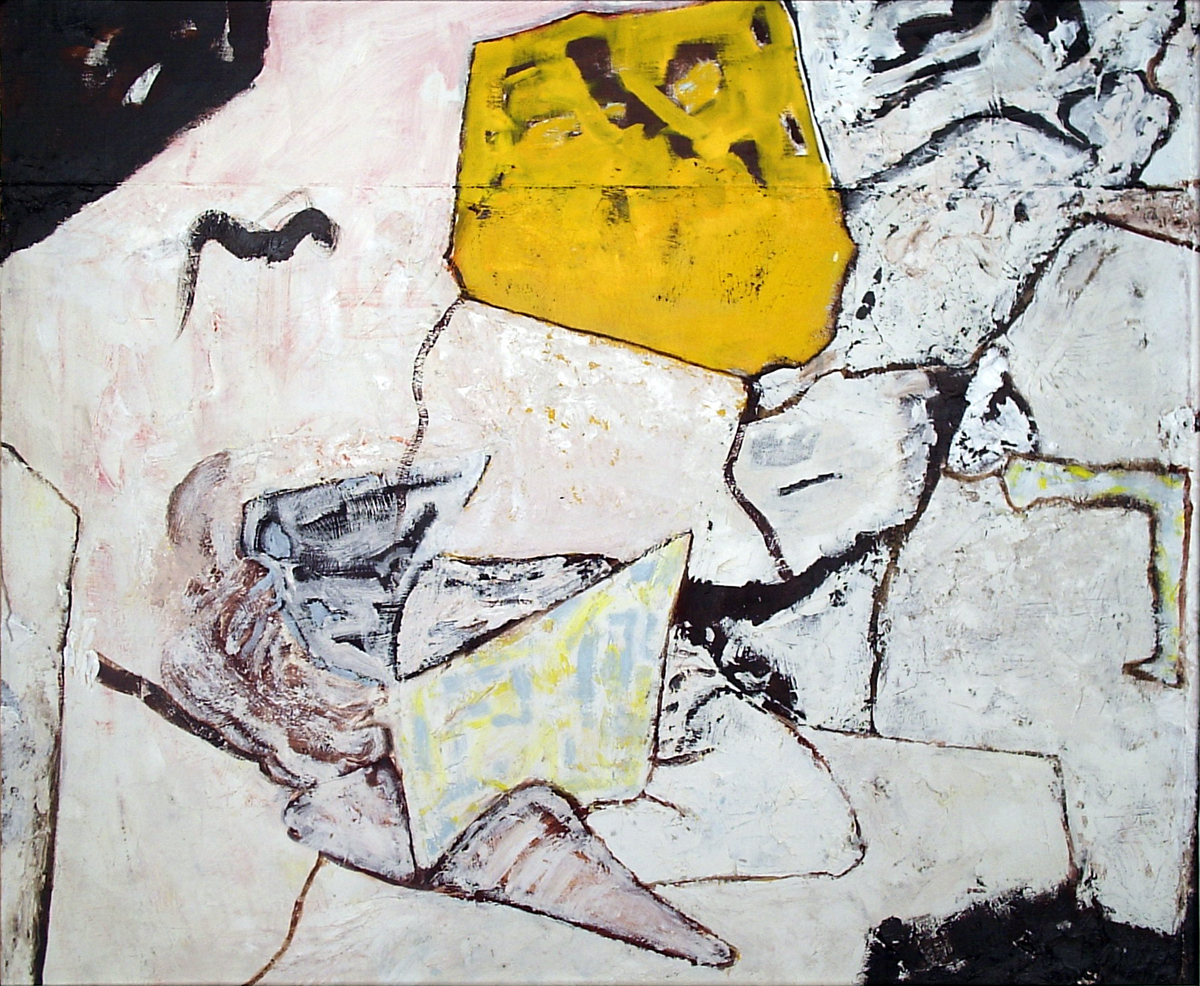
Havran (2014)
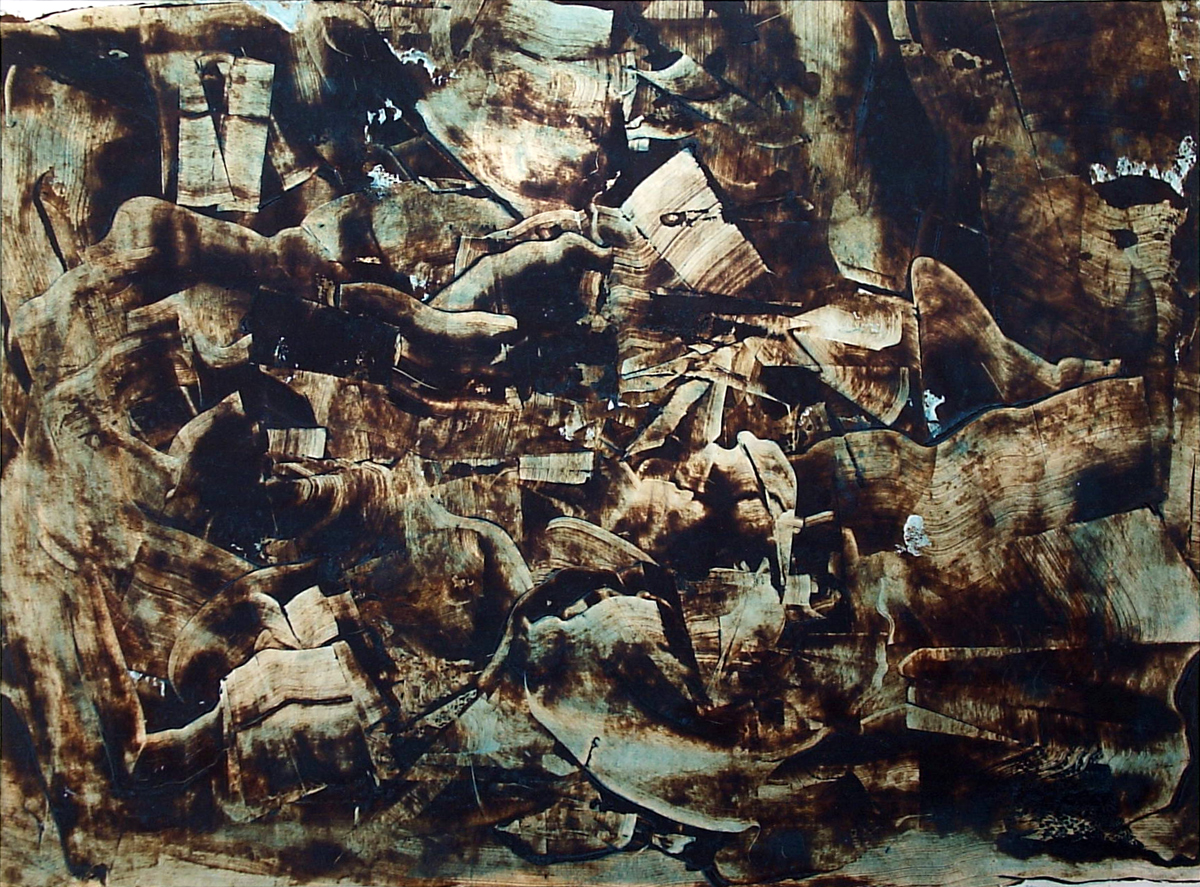
Po bitvě (2013)
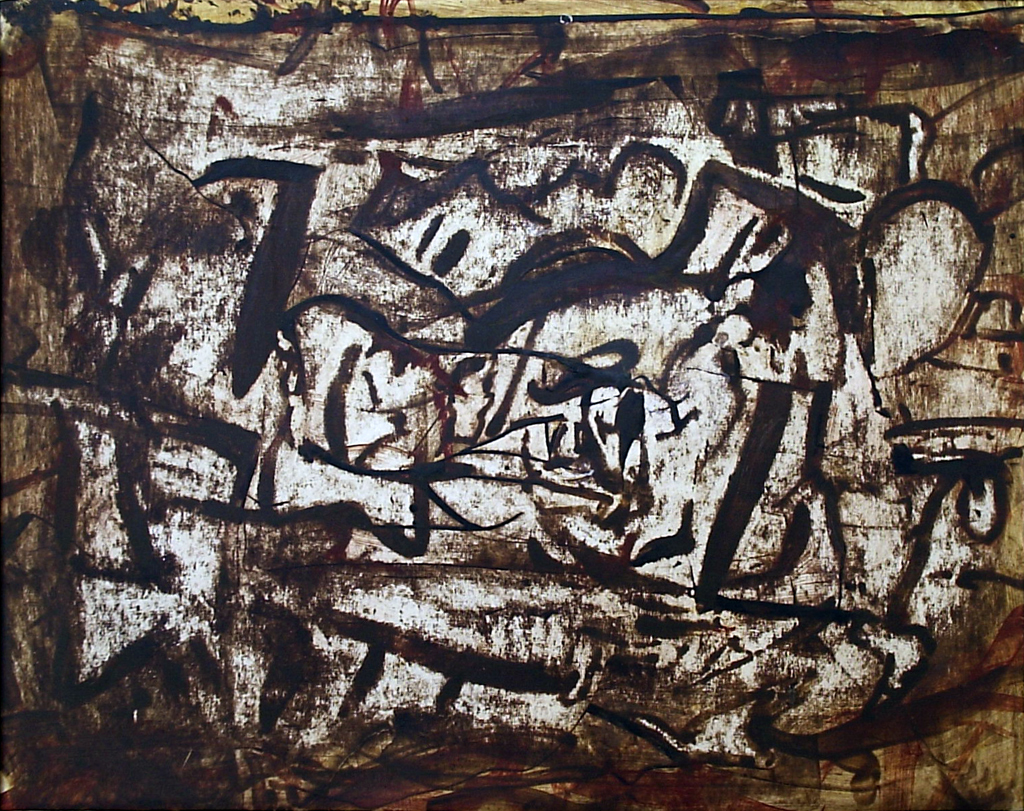
Povalující se kouzelník (2014)
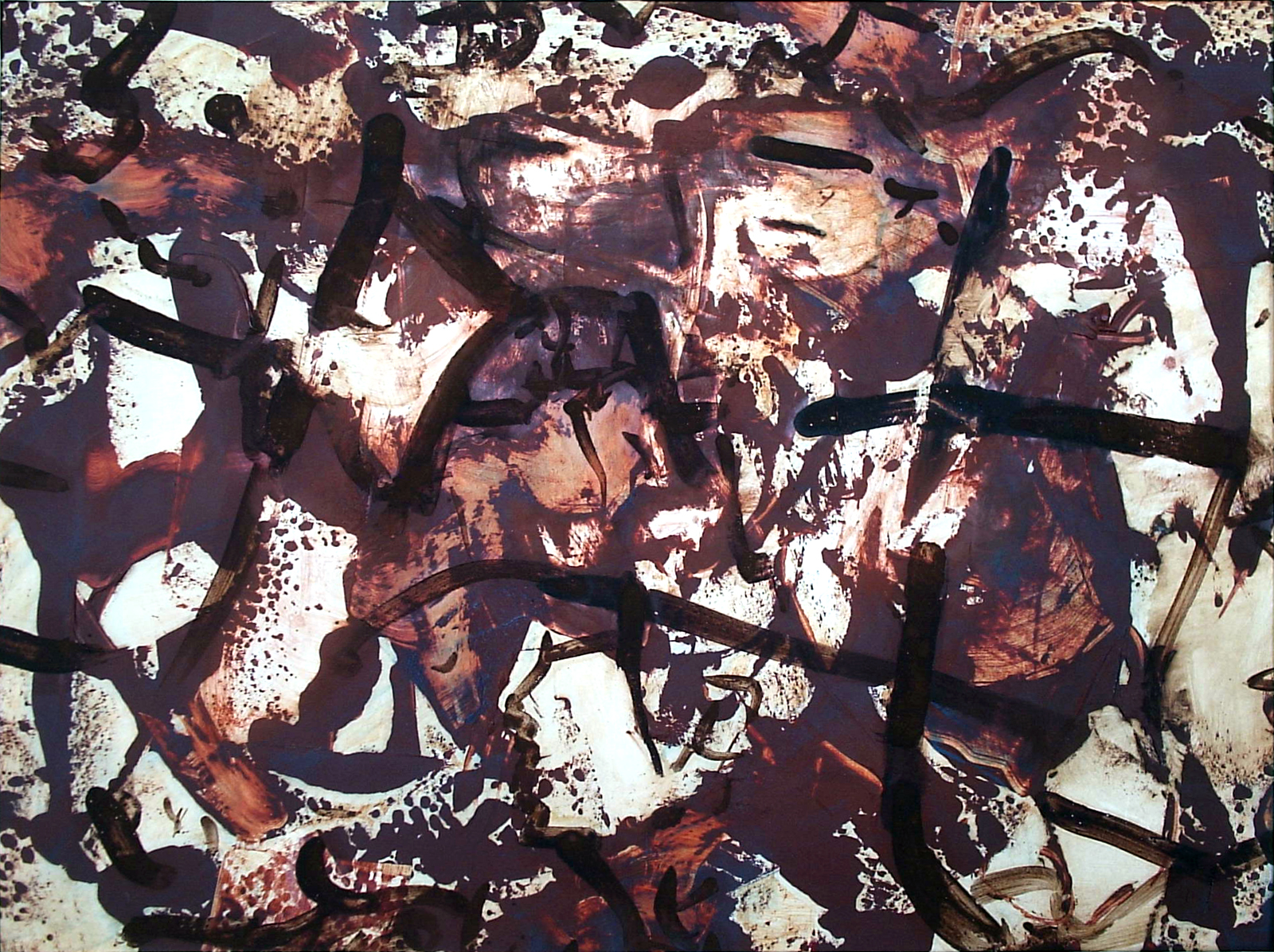
Mimikry houští (2014)

### Publikace
- Petr Pavlík: Umění a život v Čechách aneb umění žít v Čechách, 156 str., Středoevropská galerie a nakladatelství, Praha 1997 ISBN 80-902258-1-0

#### Malířský deník 1982-94 (výběr z katalogu Všechno je jinak jinak, 1994)
- Za reálného socialismu se rozdíl mezi městem a vesnicí a mezi životem a smrtí zmenšuje (1982)
- Svůj život zpola žiji a zpola předehrávám či hraji. A to ani nevím zda více pro sebe nebo pro druhé. Z této ambivalence vzniká permanentní napětí, třaskavina, která vybuchuje v obrazy (1985)
- Nejde mi o žádné výtvarné umění. Jenom o poznání (1985)
- Nebýt umění, svět by se nám jen zdál (1985)
- Malířství je očima dějin, sochařství rukama, architektura tělem, drama životem, literatura příběhem a hudba duší
- Umění tady není od toho, aby ilustrovalo zmatek doby, ale aby se pokoušelo ji organizovat v řád
- Jasná hlava je nejlepší opiát
- V umění jenom vše může být dost
- Není-li umělecké dílo novým činem, pak není ničím
- Špatný obraz energii spotřebovává, dobrý ji vydává
- Život je trpělivý. Dlouho čeká jak se rozhodneš. Nerozhodneš-li se však sám, rozhodne za tebe on. A bývají to pak tvrdé ortely.[10]

### Zastoupení ve sbírkách
- Národní galerie v Praze
- Musée national d'art moderne - Centre Georges Pompidou, Paříž
- Pushkin Museum of Fine Arts, Moskva
- Sonia Henie-Niels Onstad Foundation (Henie Onstad Art Centre), Oslo
- Galerie hlavního města Prahy
- Galerie Středočeského kraje v Kutné Hoře (GASK)
- Alšova jihočeská galerie v Hluboké nad Vltavou
- Galerie moderního umění v Roudnici nad Labem
- Galerie umění Karlovy Vary
- Oblastní galerie v Liberci
- Východočeská galerie v Pardubicích
- Galerie Klatovy / Klenová
- Galerie Benedikta Rejta, Louny
- Galerie výtvarného umění v Chebu
- Museum Kampa
- Soukromé sbírky doma a v zahraničí

### Výstavy

#### Autorské
- 1974/75 Petr Pavlík: Obrazy a kresby, Galerie pod radnicí, Ústí nad Orlicí
- 1978	Petr Pavlík: Kresby a obrazy, Divadlo v Nerudovce, Praha
- 1981	Petr Pavlík, Galerie výtvarného umění v Chebu
- 1984	Petr Pavlík: Obrazy, kresby objekty, Ústřední kulturní dům železničářů, Praha
- 1988	Petr Pavlík: Kresby a obrazy, Galerie Opatov, Praha
- 1989	Petr Pavlík: Práce z let 1976 - 88, Galerie umění Karlovy Vary, Staroměstská radnice, 2. patro, Praha
- 1994	Petr Pavlík: Všechno je jinak jinak, Galerie Nová síň, Praha
- 1994	Petr Pavlík: Rané obrazy a kresby, Galerie '60/'70, Praha
- 2000	Petr Pavlík: Poutnice. Kresby a obrazy, Mánes, Praha
- 2005/6 Petr Pavlík: Štrbinami k počiatku, Turčianska galéria, Martin
- 2008	Petr Pavlík: Pèlerines au Labyrinthe, Galerie de la Maison Pierre Werner, Luxembourg
- 2010	Petr Pavlík: Poutnice v labyrintu, Národní galerie v Praze
- 2010 Petr Pavlík, Galerie umění Karlovy Vary
- 2010 Petr Pavlík, Krajská galerie výtvarného umění ve Zlíně
- 2014 Petr Pavlík: Poutnice kráčí dál, Wortnerův dům AJG, České Budějovice
- 2014	Petr Pavlík, Novoměstská radnice P.O, Praha

#### Společné (výběr)
- 1980 Současná česká kresba, Dům pánů z Kunštátu, Brno
- 1981	Alšova jihočeská galerie, Hluboká nad Vltavou
- 1982	Sonja Henie a Niels Onstad Foundation, Oslo
- 1983	Česká kresba 20. století, AJG, Hluboká nad Vltavou
- 1989	Střední věk, GHMP, Dům u kamenného zvonu, Praha
- 1990	INNOFFIZIELL – Kunst der ČSSR 1968-1989, Museum der Stadt Regensburg
- 1990 Nová skupina, 1.členská výstava, Městská knihovna, Národní galerie v Praze
- 1991	Czech Art in Velvet Revolution, Nassau County Museum, New York
- 1991 Český globus (12/15), Městská knihovna, Národní galerie v Praze
- 1992	Šedá cihla, Galerie U bílého jednorožce, Klatovy
- 1991 …a po deseti letech…, Galerie umění Karlovy Vary
- 1992 Pražská situace, Museum Martigny, Švýcarsko
- 1992 Členská výstava S.V.U. Mánes, Mánes, Praha
- 1993 Z nových zisků Národní galerie v Praze, Jízdárna Pražského hradu
- 1993	Záznam nejrozmanitějších faktorů, České malířství 2. poloviny 20. století ze sbírek státních galerií, Rada státních galerií spolu s Národní galerií v Praze, Jízdárna Pražského hradu
- 1994 Mánes Mánesu, Mánes, Praha
- 1994 12/15 U zdymadla, Mánes, Praha
- 1995 Kresba nebo obraz?, Národní galerie v Praze - Palác Kinských, Praha, Místodržitelský palác, Moravská galerie v Brně, Státní galerie výtvarného umění Cheb
- 1996 Umění zastaveného času, Česká výtvarná scéna 1969-1985, Dům u Černé Matky Boží, České muzeum výtvarných umění v Praze, Místodržitelský palác, Moravská galerie v Brně, Státní galerie výtvarného umění Cheb
- 1996 Špét ábr doch, Zemské muzeum Dolního Rakouska, Vídeň
- 1996 Nový zlínský salon, Dům umění, Zlín
- 1996 Artistes tchèques et français contemporains, Galerie Bernanos, Paříž
- 1998 Pocta Janu Bauchovi – Výstava S.V.U. Mánes, Mánes, Praha
- 1999 S.V.U. Mánes, Obraz, socha, svět, Mánes, Praha
- 2000 Regard Egoist, Centre Georges Pompidou, Paříž
- 2001 Tvář naší země, Pražský hrad
- 2006 Česká krajina 19. a 20. století, Brno – Špilberk
- 2006 Doteky země, Galerie moderního umění v Roudnici nad Labem
- 2007/2008 České umění XX. století: 1970-2007, Alšova jihočeská galerie v Hluboké nad Vltavou
- 2009 Galerie umění Karlovy Vary ...ze sbírky, Galerie umění Karlovy Vary
- 2009/2010 Ze sbírky II. Člověk ve 20. století, Galerie umění Karlovy Vary
- 2010 Obrazy z depozitářů Galerie výtvarného umění v Chebu, Galerie výtvarného umění, Cheb
- 2014 50, Zámek Klenová, Klenová
- 2016/2017 Šumění andělských křídel, Muzeum umění Olomouc
- 2016 12/15 Pozdě, ale přece, Galerie Nová síň, Praha
- 2018 Diplomové práce na Akademii výtvarných umění v Praze 1969-1989, Galerie výtvarného umění, Cheb
- 2018 Volné seskupení 12/15 ve sbírce GAVU Cheb, Galerie výtvarného umění, Cheb
- 2018 5 x 8 = 40, Letohrádek Ostrov
- 2018 Volné seskupení 12/15, pozdě, ale přece: Kresby, Galerie Morzin, Vrchlabí
- 2018/2019 12/15 dnes, Galerie moderního umění, Hradec Králové
- 2019 Volné seskupení 12/15 Pozdě, ale přece, Galerie Františka Drtikola, Příbram
- 2019/2020 Galerijní zisky: Třicet let sbírkotvorné činnosti VČG v Pardubicích 1989-2019, Východočeská galerie, Pardubice
- 2020 Diplomanti AVU & hosté / AVU graduates & guest 1970 - 2020, Akademie výtvarných umění, Praha
- 2021 Umění, splín a smích tváří v tvář absurditě, Alšova jihočeská galerie v Hluboké nad Vltavou
- 2022 Umění, splín a smích tváří v tvář absurditě, Galerie umění Karlovy Vary

### Monografie
- Petr Pavlík: Poutnice, Pavlík P, 252 s., angl., Gallery Praha, 2000, ISBN 80-86010-24-4
- Petr Pavlík: Poutnice v labyrintu / Girl Pilgrim in the Labyrint, Pavlík P a kol., 360 s., Gallery Praha, ISBN 978-80-86990-40-8

### Autorské katalogy
- Petr Pavlík: Kresby a obrazy, 1974, Cigánek J, kat. 7 s., G. Ústí nad Orlicí
- Petr Pavlík, 1978, Kroutvor J, kat. 6 s., Div. v Nerudovce
- Petr Pavlík, 1981, Vachudová B, kat. 20 s., SGVU v Chebu
- Petr Pavlík: Obrazy, kresby, objekty, 1984,	Slavická M, kat. 20 s., ÚKDŽ, Praha
- Petr Pavlík: Práce z let 1976 - 88, 1988, Klimešová M, Klivar M, kat. 40 s., GVU Karlovy Vary
- Petr Pavlík (Opatov), 1988, Ondračka P, kat. 2 s., Kulturní středisko Opatov, Praha,
- Petr Pavlík: Rané obrazy a kresby, 1994, Pavlík P, kat. 6 s., Galerie '60/'70, Praha
- Petr Pavlík: Všechno je jinak jinak, 1994, Chamonikola K a kol., kat. 24 s., Středoevropská galerie a nakladatelství, Praha
- Petr Pavlík: Štrbinami k počiatku, 2005, Zemina J, kat. 5 s., Turčianska galéria, Martin
- Petr Pavlík: Poutnice kráčí dál, 2014, Vlček T, kat. 44 s., AJG Hluboká nad Vltavou, ISBN 978-80-87799-24-6